# Erebus dilutebrunnea
Erebus dilutebrunnea là một loài bướm đêm trong họ Erebidae.